# 플레이톡
플레이톡(PlayTalk, 줄여서 플톡)은 엠엔씨소프트가 2007년 3월부터 2010년 9월까지 운영했던 마이크로 블로그 서비스이다. 이외수, 정동영 등의 유명인들이 사용하면서 인기를 끌었다.
사용자가 플레이톡에 글을 작성하여 게시하는 방식은 자신의 공간인 '나의 플레이톡'의 Message란에 글을 쓰고 일상, 생각, 고민, 연애, 질문, 쇼핑, 음악, 영화, 문화/공연, TV/연애, 음악, 독서, 애니, 게임, 스포츠, 구인등의 정해진 분류들 중에서 하나를 고른 후, 글을 쓰고 저장하기 버튼을 누르는 것이다. 2007년 3월 23일부터는 모바일 서비스를 개시해 휴대전화의 문자 메시지 기능을 이용하여 플레이톡에 글을 쓸 수도 있다. (이러한 행위를 반복적으로 하는 것을 이용자들은 플톡질이라고 부른다) '라운지'에서는 이런 방법으로 쓰인 이용자들의 글들이 올라오며 F5 버튼을 눌러 글 갱신을 하여 누군가가 달아 놓은 답글을 볼 수 있다. 단, 한 사람이 연속으로 글을 쓰더라도 라운지에는 오직 최근에 쓴 단 하나의 글만 올라오게 된다.
라운지 등을 통해 자신의 플레이톡에 다녀간 사용자들의 목록은 '다녀간 사람들' 메뉴에서 확인할 수 있다. 또한 내가 다른 사람(혹은 자기 자신)의 플레이톡에 쓴 댓글은 '대화 기록'에서 확인할 수 있다. 대화기록에는 편지 아이콘이 있는데, 아이콘이 닫혀있는 경우 아직 글쓴이의 확인이 되지 않았다는 것을 답글한 이가 알 수 있도록 최근에 업그레이드 되었다.
또한 자신의 글에 댓글을 단 사용자 명 옆에 '로그'라는 메뉴가 있으며 메뉴를 누르면 그동안 그 사람과 내가 나눈 대화를 확인할 수 있으며 답글에 '공감'이라는 링크를 눌러 공감투표를 할 수 있다.
친구로 초대해서 초대한 친구가 수락을 하게 되면 '친구들의 목록'에 추가가 되며, 친구의 글과 그 글에 달린 답글을 읽을 수 있다. 참고로, 가입시 기본적으로 개설되었다는 메시지가 쓰여지며 친구목록에 운영자인 'HAN'이 자동 추가된다.
플레이톡 내에서는 사용자들끼리 주로 사용하는 시간대에 따라 새벽반, 아침반, 오전반, 오후반, 저녁반이라는 은어가 사용되고 있으며, 특히 거의 모든시간에 라운지에 출몰하는 사용자는 따로 '종일반'이라고 불린다.
한국어뿐만 아니라 영어, 일본어, 중국어도 지원하며, 태터툴즈 (티스토리 포함), 워드프레스 사용자는 플러그인을 이용해 자신이 플레이톡에 쓴 글 목록을 사이드바 등에 표시할 수 있다.
2010년 9월 8일, 유사 서비스인 미투데이와의 경쟁에서도 밀린 것은 물론, 트위터와 페이스북 등 강력한 해외 서비스의 상륙에 따른 수익성의 악화로 서비스로 중단했다.